# Rihana Jamaludin
Rihana Jamaludin (Paramaribo, 27 december 1959) is een Surinaams-Nederlandse schrijfster en kunstenaar.

## Biografie
Rihana Jamaludin ging in 1977 naar de opleiding Tekenen aan het Instituut voor Opleiding van Leraren te Paramaribo, nadat ze het Vrije Atheneum had afgerond. Eind 1983 vertrok ze naar Nederland waar ze werkte in de beeldende kunst met als specialiteit linosnede. Begin jaren ’90 werd ze docent in de volwasseneneducatie en maakte de eerste inburgeringscursussen voor de gemeente Amersfoort. Zer maakte zowel beeldend werk als literair werk. 
In 2021 kocht het Stedelijk Museum Amsterdam twee linodrukken van haar aan, tijdens haar deelname aan de tentoonstelling Surinaamse School.
Vanaf 2000 ging ze zich volledig richten op het schrijven, nadat ze in 1999 debuteerde met het verhaal De Schepping in de Crossing Border bundel van het gelijknamige festival in Den Haag.

## Literair werk
Jamaludins debuutboek was Minnewake (2008), een bundel korte verhalen met eigen illustraties. Haar eerste roman verscheen in 2009: De Zwarte Lord. De historische roman speelt zich af in Den Bosch en Paramaribo en geeft een beeld van Suriname in het woelige revolutiejaar 1848. 
De volgende roman verscheen in 2011: Kuis, waarin twee vrienden, een hindoestaanse goudsmid en een Marokkaanse soefi, een zuiver leven proberen te leiden in zondig Amsterdam.

## Jeugdboeken
Jamaludin illustreerde in 1982 het eerste Surinaamse stripboek De Grote kleine man. Deze uitgave van de Stichting Kinderkrant werd geschreven door pater Bas Mulder ter gelegenheid van de zaligverklaring van pater Petrus Donders.
Rihana Jamaludin is een van de weinige auteurs met Surinaamse roots die boeken hebben geschreven voor een publiek van young adults. Luchtdanser, een jongerenroman over freerunning en urban exploring, kwam uit in 2016. Geheimen van het tuinhuis, een historische jongerenroman, is in 2021 verschenen. De jonge uitvinder Jan Ernst Matzeliger speelt hierin een hoofdrol.

## Prijzen en onderscheidingen
- 2012 - winnaar Inktaap Caraïbische Leeskeuze (buiten mededinging, experiment Taalunie)
- 2011 - Saraswati Art Award op het 6e Shakti Festival in Amsterdam
- 2010 - Stimuleringsbeurs Nederlands Letterenfonds
- 2007 - 3e Prijs Kwakoe Literatuur Prijs 2007